# Bovrup
Bovrup (dt. Baurup) ist ein Ort mit 453 Einwohnern (1. Januar 2025) im Osten der süddänischen Aabenraa Kommune im Varnæs Sogn, der Ort Varnæs befindet sich etwa 2 km nördlich von Bovrup. Bovrup liegt (Luftlinie) etwa 5 km nordöstlich von Felsted, 9 km nördlich von Gråsten und 11 km südöstlich von Aabenraa.

## Sehenswürdigkeiten
In Bovrup befindet sich ein Wiedervereinigungsstein (dän. Genforeningssten) aus dem Jahre 1930, welcher an die Wiedervereinigung Nordschleswigs mit Dänemark 1920 erinnert.

## Galerie

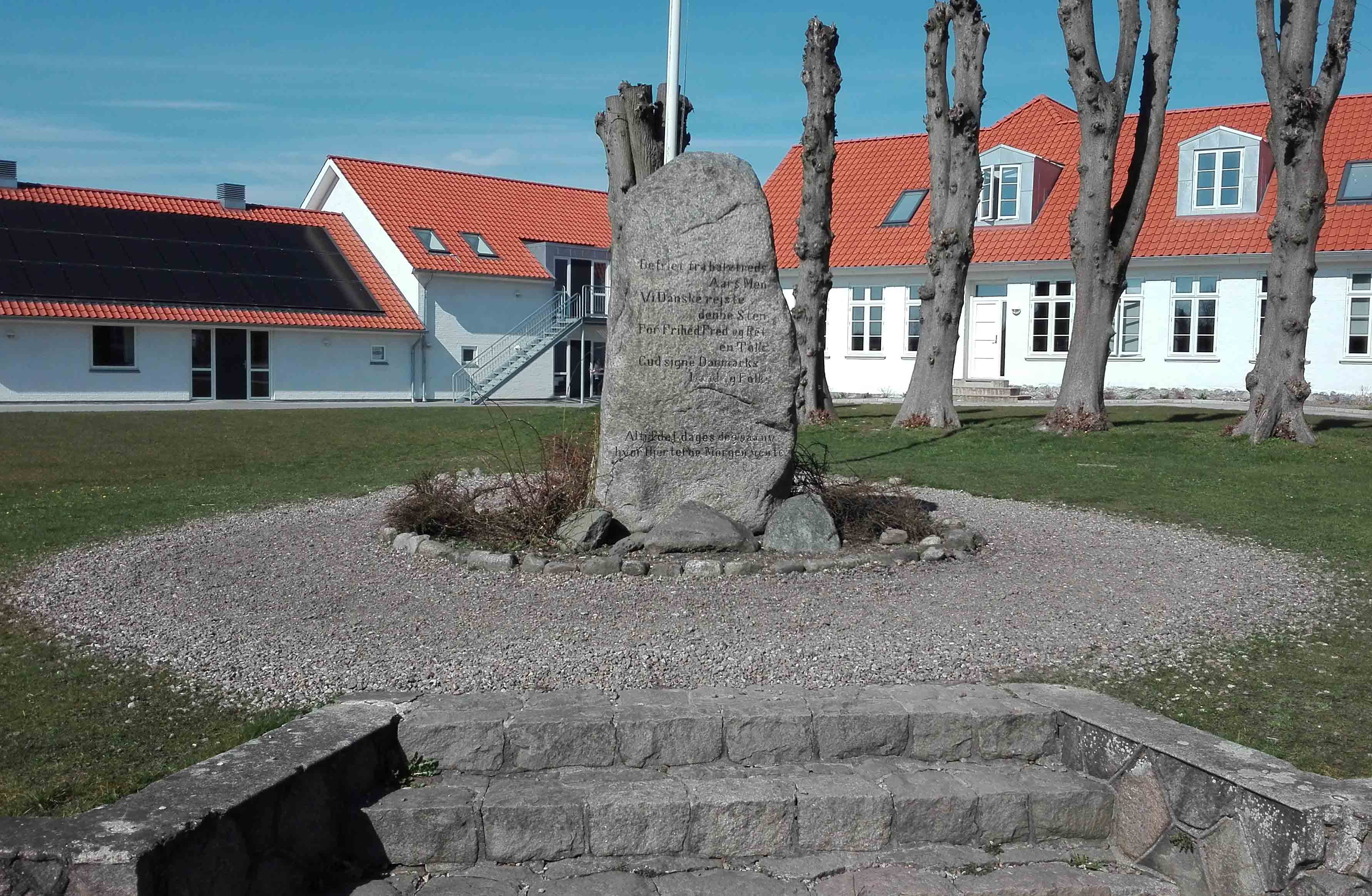
Genforeningssten
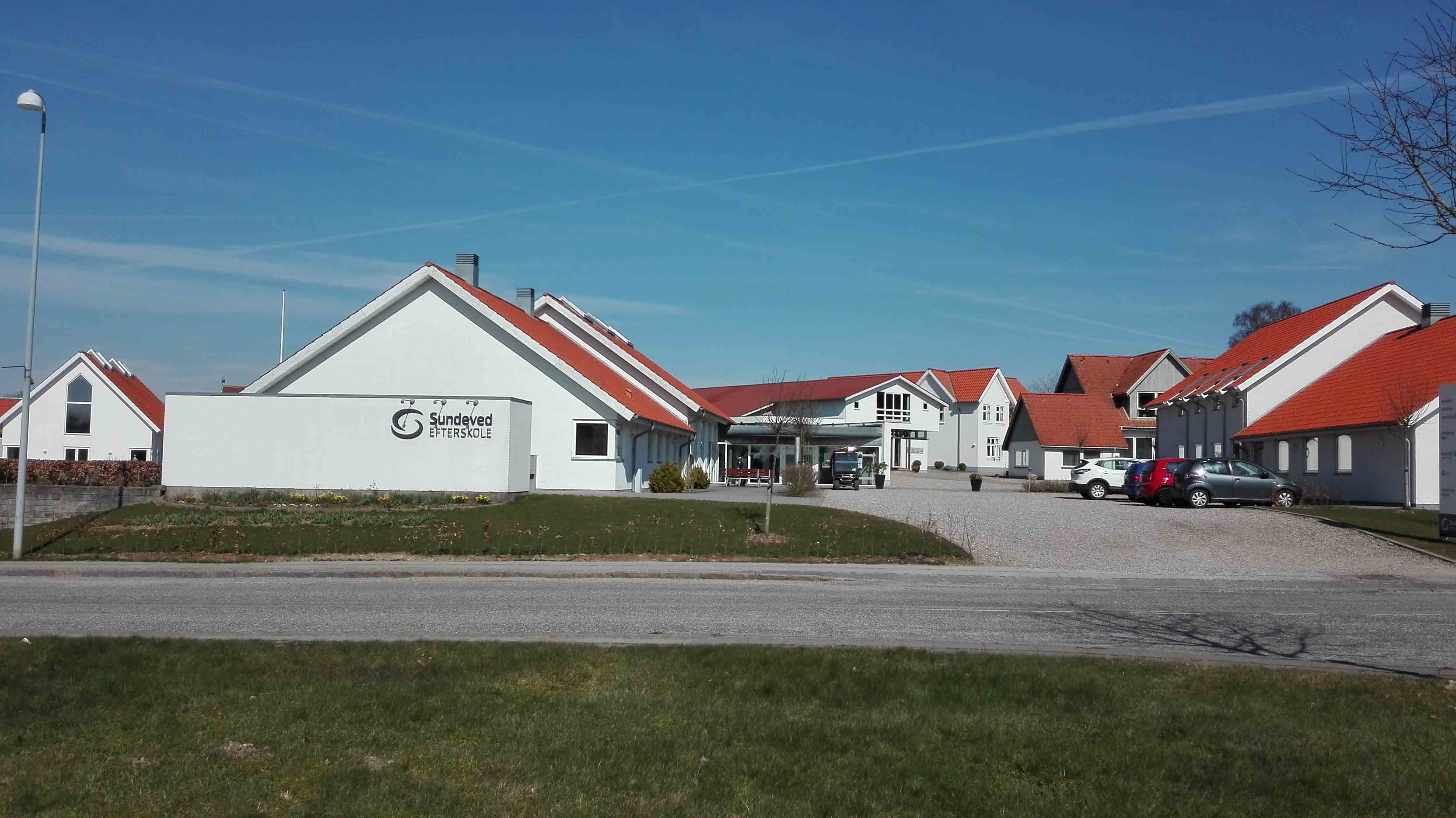
Sundeved Efterskole
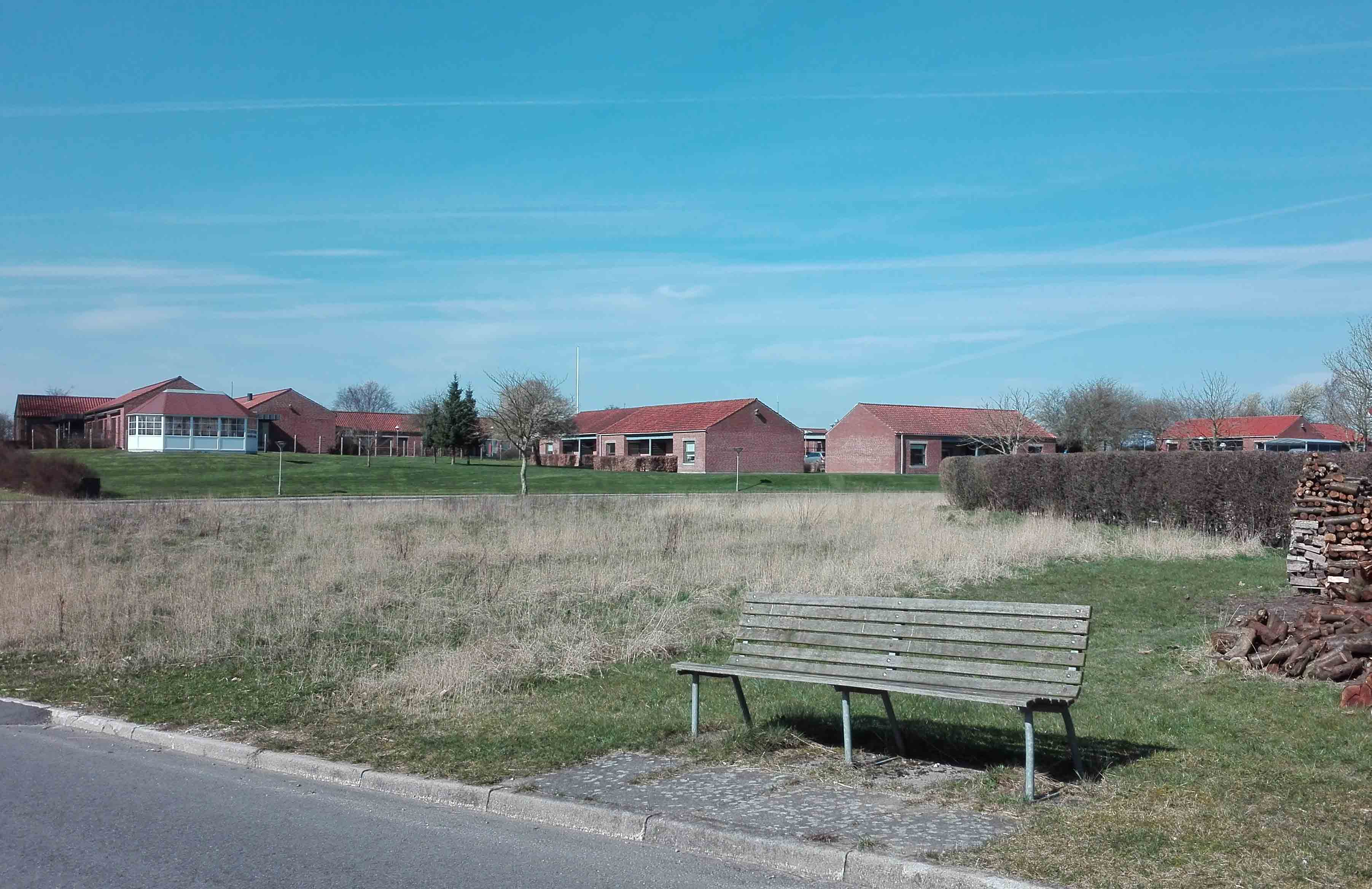
Bovrup Plejecenter (Pflegezentrum)

## Bekannte Personen
- Solvej Balle (* 1962), Schriftstellerin

## Person mit Bezug zum Ort
- Frits Clausen (1893–1947), ehemaliger Vorsitzender der DNSAP, lebte von 1924 bis 1945 in Bovrup